# Castle Stalker
Castle Stalker er et beboelsestårn eller keep, der ligger på en tidevandsø i Loch Laich, der er et indløb til Loch Linnhe. Den ligger omkring 2,4 km nordøst for Port Appin i Argyll i Skotland, og kan ses fra A828 road omkring midt mellem Oban og Glen Coe. Holmen er tilgængelig fra kysten ved lavvande. Den oprindelige fæstning blev bygget her i 1320 af Clan MacDougall.
Navnet "Stalker" kommer fra det gæliske ord Stalcaire, som betyder "jæger" eller "falkoner". Øborgen er et af det bedst bevarede middelalderlige beboelsestårne i det vestlige Skotland og det er en listed building i kategori A. Fæstningen ligger i naturområdet Lynn of Lorn National Scenic Area, der er et af 40 af denne type områder i Skotland.
I moderne tid er fæstningen blevet berømt, efter Monty Python benyttede den i filmen Monty Python og de skøre riddere fra 1974. Den er også brugt i filmen Highlander: Endgame (2000).
Castle Stalker var inspiration til "Castle Keep" i Susan Cooper børnebog The Boggart fra 1996.